# Quintus Marcius Crispus
Quintus Marcius Crispus war ein im 1. Jahrhundert v. Chr. lebendes Mitglied des altrömischen Geschlechts der Marcier und diente unter Gaius Iulius Caesar als Feldherr. Ein Jahr nach dessen Ermordung verliert sich in der Überlieferung seine Spur.

## Leben
Quintus Marcius Crispus ist wohl mit jenem Quintus Marcius identisch, der von 57 bis 55 v. Chr. als Legat des Prokonsuls Lucius Calpurnius Piso Caesoninus in Makedonien fungierte und vom römischen Redner und Politiker Marcus Tullius Cicero als enger Freund und tapferer Mann bezeichnet wurde. Im Gegensatz dazu war Cicero ein erbitterter Gegner von Calpurnius Piso, der 58 v. Chr. das Konsulat innegehabt hatte und Caesars Schwiegervater war. Vermutlich hatte Crispus zuvor bereits das Amt eines Ädilen bekleidet. Um 54 v. Chr. dürfte Crispus das Amt eines Prätors ausgeübt haben.
In dem 49 v. Chr. zwischen Caesar und Gnaeus Pompeius Magnus ausgebrochenen römischen Bürgerkrieg stand Crispus auf Caesars Seite. Von seinen diesbezüglichen militärischen Aktivitäten ist aber nur ein Auftrag bekannt, den er, wohl als Legat, im März 46 v. Chr. während Caesars Feldzug in Afrika gegen die nach Pompeius’ Ermordung (48 v. Chr.) verbliebenen pompeianischen Heerführer zu erfüllen hatte: Er sollte mit drei Kohorten, Bogenschützen und zahlreichem Kriegsgerät das Dorf Thabena besetzen. Die Einwohner des Ortes, der sich unweit der Stadt Thapsus befand, hatten Caesar zuvor um Schutz gebeten. Nicht lange danach wurde Thapsus Schauplatz einer kriegsentscheidenden Schlacht, die mit Caesars Sieg endete.
45 v. Chr. verwaltete Crispus als Prokonsul die Provinz Bithynien. Als Lucius Staius Murcus nach Caesars Ermordung (15. März 44 v. Chr.) nach Syrien zog und dort den abtrünnigen römischen Ritter Quintus Caecilius Bassus erfolglos bekämpfte, mischte sich Crispus zugunsten des Murcus in diesen Konflikt ein. Crispus verfügte ebenso wie Murcus über drei Legionen und gemeinsam gelang es ihnen, Bassus in Apameia einzuschließen.
Anfang 43 v. Chr. erschien der Caesarmörder Gaius Cassius Longinus in Syrien und konnte nicht nur die zwei Legionen des Bassus übernehmen, sondern auch jene sechs von Crispus und Murcus, die Cassius in zuvorkommender Weise als Oberbefehlshaber akzeptierten. Dies berichteten Cassius und Marcus Iunius Brutus im März/April 43 v. Chr. brieflich an Cicero. Der Redner selbst hatte im Februar 43 v. Chr. beantragt, dass Crispus, Murcus und Aulus Allienus dem Cassius ihre Truppen übergeben sollten. Crispus wollte nicht in die Dienste des Cassius treten und durfte unbehelligt abziehen.
Weil Crispus von da an nicht mehr in den Quellen erwähnt wird, ist sein weiteres Leben unbekannt.